# عمل خشونت (فیلم)
عمل خشونت (به انگلیسی: Act of Violence) یک فیلم نوآر به کارگردانی فرد زینمان است که در سال ۱۹۴۹ پخش شده‌است.

## خلاصه داستان

از چپ: جانت لی (در نقش ادیت انلی) و ون هفلین (در نقش فرانک انلی)

فرانک انلی که یک سرباز در دوران جنگ جهانی دوم است، پس از نجات یافتن از اردوگاه اسرای جنگی آلمان، به خانه برمی‌گردد در حالی که بقیهٔ هم‌رزمانش کشته‌شده‌اند. او نمی‌داند که یکی از زندانیان به نام جو پارکسون زنده‌مانده‌است. پارکسون می‌داند که انلی در هنگام اسارت در ازای غذا به نازی‌ها کمک می‌کرده‌است. پارکسون اکنون در تعقیب است تا این قهرمان جنگ را از بین ببرد…

## عوامل تولید
- تدوین: کنراد ای. نرویگ